# La Aurora, Ocosingo
La Aurora är en ort i Mexiko.   Den ligger i kommunen Ocosingo och delstaten Chiapas, i den sydöstra delen av landet, 800 km öster om huvudstaden Mexico City. La Aurora ligger 1 529 meter över havet och antalet invånare är 277.
Terrängen runt La Aurora är kuperad åt sydväst, men åt nordost är den bergig. Runt La Aurora är det glesbefolkat, med 16 invånare per kvadratkilometer. Närmaste större samhälle är Ocosingo, 11,8 km öster om La Aurora. I omgivningarna runt La Aurora växer i huvudsak städsegrön lövskog.